# Pazderna (přírodní památka, okres Třebíč)
Pazderna je přírodní památka poblíž obce Přeckov v okrese Třebíč v nadmořské výšce 490–500 metrů. Oblast spravuje Krajský úřad Kraje Vysočina. Důvodem ochrany je zachování přirozené mokré louky s výskytem vstavače májového (Dactylorhiza majalis).